# Lulow Rock
Lulow Rock är en kulle i Antarktis. Den ligger i Västantarktis. Argentina, Chile och Storbritannien gör anspråk på området. Toppen på Lulow Rock är 1 695 meter över havet.
Terrängen runt Lulow Rock är platt åt nordost, men åt sydväst är den kuperad. Lulow Rock är den högsta punkten i trakten. Trakten är obefolkad. Det finns inga samhällen i närheten.